# Jastarnia
Jastarniaⓘ (em cassúbio: Jastarniô, em alemão: Putziger Heisternest) é uma cidade localizada no norte da Polônia. Pertence à voivodia da Pomerânia, no condado de Puck. É a sede da comuna urbano-rural de Jastarnia, na península de Hel. Entre 1975 e 1998, a cidade pertenceu administrativamente à voivodia de Gdansk.
Um balneário com cinco estâncias balneárias de verão, um porto marítimo e três marinas.
Estende-se por uma área de 5,1 km², com 2 581 habitantes, segundo o censo de 31 de dezembro de 2024, com uma densidade populacional de 511 hab./km².
Em 1 de janeiro de 2017, Jastarnia mudou seu caráter de comuna urbana para comuna urbano-rural ao separar os assentamentos rurais de Jurata e Kuźnica do conjunto habitacional Syberia.

## Localização
Na segunda metade do século XVI, a vila real de Jastarnia estava localizada no estarostado de Puck, condado de Puck, na voivodia da Pomerânia.
Historicamente, Jastarnia está localizada na Pomerânia de Gdansk. Etnograficamente, ela também faz parte da Cassúbia.
Segundo a regionalização físico-geográfica da Polônia, a cidade está localizada na Costa de Gdansk.
Conforme dados de 31 de dezembro de 2023, a área da cidade era de 5,1 km², correspondendo a 65,4% da área da comuna de Jastarnia.

## Toponímia
O nome Jastarnia vem da palavra Jaster, que significa “brilhante”, “reluzente”. É provável que o antigo assentamento de pescadores estivesse situado em uma colina arenosa, que se distinguia coloridamente de seus arredores, que eram florestas e água do mar, por isso foi chamado de lugar “brilhante”.
O nome topográfico do lugar foi formado pela adição do formante “-nia”, característico de substantivos que denotam lugar. Assim, Jastarnia é “um lugar brilhante, luminoso e brilhante”.
A palavra jaster, da qual o nome da cidade é derivado, também está associada ao nome do feriado da Páscoa, pois esse feriado de primavera ocorre quando o dia fica claro depois do inverno. Também em cassúbio, a palavra Jastra significa Páscoa.
Historicamente, havia nomes cassúbios como Pùckô Jastarniô, Sroczé Gniôzdo e o nome alemão Heisternest. Os nomes de lugares poloneses eram Jasturnia Pucka, Zesterna, Niastarnia.

## História
Os vestígios mais antigos de habitação humana no território de Jastarnia datam do século I a.C. Jastarnia (Osternäs) aparece nas fontes pela primeira vez em 1378, por ocasião de um privilégio emitido pelos Cavaleiros Teutônicos para a vizinha Hel.
Em 1755, Urszula Przebendowska fundou uma capela e um berçário. Em 1836, foi construída uma igreja de madeira. A atual igreja neobarroca é o principal monumento de Jastarnia. Ela foi construída na década de 1930 por iniciativa do então pároco, Paweł Stefanski.
No final de 1892, Jastarnia era habitada por 387 pessoas, 376 católicos cassúbios e 11 alemães (9 católicos e 2 evangélicos).
Em 1913, havia 521 habitantes no vilarejo. Havia também duas pousadas, de propriedade de Kohnke e Paul Selin. Este último também era padeiro. Um fumeiro de peixes registrado era administrado por Julian Kohnke.
Até o século XX, era uma vila habitada predominantemente por pescadores. Em 1921. Jastarnia, ao lado de Hel, tinha a maior população envolvida com a pesca. Ambos os vilarejos tinham 180 pescadores cada. Durante o período entre guerras, havia uma estação de cuidados para mães e filhos em Jastarnia. Em 1934, foram iniciados os esforços para a eletrificação do assentamento. Em abril de 1936, foi assinado um contrato com a Companhia de Eletrificação da Grande Polônia para operar uma linha de alta tensão. Por fim, o prefeito de Jastarnia, Marian Stelmaszczyk, adotou uma solução diferente. Em 1938, Jastarnia recebeu eletricidade do exército de Hel.
A cidade atual foi formada a partir de duas aldeias — Bór (Jastarnia Gdańska, Danziger Heisternest), que estava sob a administração da Cidade Livre de Gdansk, e Jastarnia (Jastarnia Pucka, Putziger Heisternest), que estava sob a administração do estarostado de Puck. O rápido desenvolvimento do assentamento estava ligado ao período entre guerras — naquela época, um porto de pesca foi construído aqui e, com ele, um porto de transporte de passageiros, e uma linha ferroviária também foi instalada. Em 1 de janeiro de 1973, o assentamento de Jastarnia recebeu direitos de cidade. Atualmente, o local é principalmente um destino turístico.
Entre 1974 e 2005, Jastarnia foi reconhecida pelo governo como uma cidade com condições para tratamento termal, de modo que as instalações de tratamento pudessem ser administradas aqui.

## Demografia
Conforme os dados do Escritório Central de Estatística da Polônia (GUS) de 31 de dezembro de 2024, Jastarnia é uma cidade muito pequena com uma população de 2 581 habitantes (41.º, penúltimo lugar na voivodia da Pomerânia e 787.º na Polônia), tem uma área de 5,1 km² (35.º lugar na voivodia da Pomerânia e 862.º lugar na Polônia) e uma densidade populacional de 511 hab./km² (36.º lugar na voivodia da Pomerânia e 586.º lugar na Polônia). Entre 2002–2024, o número de habitantes diminuiu 34,4%.
Os habitantes de Jastarnia constituem cerca de 2,80% da população do condado de Puck, constituindo 0,11% da população da voivodia da Pomerânia.
| Descrição                         | Total      | Total   | Mulheres   | Mulheres | Homens     | Homens  |
| --------------------------------- | ---------- | ------- | ---------- | -------- | ---------- | ------- |
| unidade                           | habitantes | %       | habitantes | %        | habitantes | %       |
| população                         | 2 581      | 100     | 1 303      | 50,5     | 1 276      | 49,5    |
| área                              | 5,1 km²    | 5,1 km² | 5,1 km²    | 5,1 km²  | 5,1 km²    | 5,1 km² |
| densidade populacional (hab./km²) | 511        | 511     | 258,1      | 258,1    | 252,9      | 252,9   |

## Monumentos históricos
- Igreja da Visitação da Bem-Aventurada Virgem Maria, rua Stefańskiego, 32[27]
- Porto de pesca, rua Portowa[28]
- Morro do cemitério, rua Mickiewicza[29]
- Museu dos Pescadores sob o Telhado de Palha, rua Mickiewicza, 31[30]
- Capela de Santa Rosália de 1883.[31]
- Castanheiro branco[32]
- Museu da fortificação a céu aberto de 1939.
- Centro de Resistência de Jastarnia — uma posição defensiva que faz parte da Região Fortificada de Hel, composta por quatro abrigos de batalha (“Saragossa”, “Sęp”, “Sabała” e “Sokół”)[33]
- Ruínas de instalações antiaéreas alemãs.
- Cabana de pesca histórica de 1881, construída com partes de navios e embarcações descartadas pelo mar, rua Rynkowa, 10
- Coleções de pescadores nos alojamentos de contramestre do porto, rua Portowa, 26
- Casa de férias “Maria”, antigo “Hotel Europejski”, edifício da década de 1930 em estilo modernista, rua Portowa, 3.
- Casa modernista de 1936, rua Ogrodowa, 16.
- Casa modernista das décadas de 1920/1930, rua Ogrodowa, 44.
- Pousada “Estrela do Mar”, 1936, rua Rybacka, 12.
- Centro de Treinamento Marítimo “Pérola Negra” em estilo modernista de 1930, rua Rybacka, 33.
- Casa modernista da década de 1930, rua Sychty Ks. 107.
- Casa modernista de 1926, rua Sychty Ks. 111.
- Salto de paraquedas sobre Hel.[34]
- Torre de observação do centro de pesquisa de torpedos da Luftwaffe, Torpedowaffenplatz Gotenhafen-Hexengrund, localizado nas águas da Baía de Puck.[35]
- Cinema “Żeglarz”, rua Portowa, 10; antes de 1939, a pensão “Janina” (a atual sala de cinema era uma cantina), entre 1939 e 1945, um cinema de propaganda alemã; na década de 1970, a sala foi reformada. Um fogão de azulejos e uma inscrição sobreviveram até hoje: “As horas, os anos passam, mas bem, para sempre é um cinema jovem”.[36][37]
- Píer na Baía de Puck, extensão da rua Stelmaszczyk[38]
- Farol, rua Kościuszki 2A[39]

Monumentos selecionados da cidade
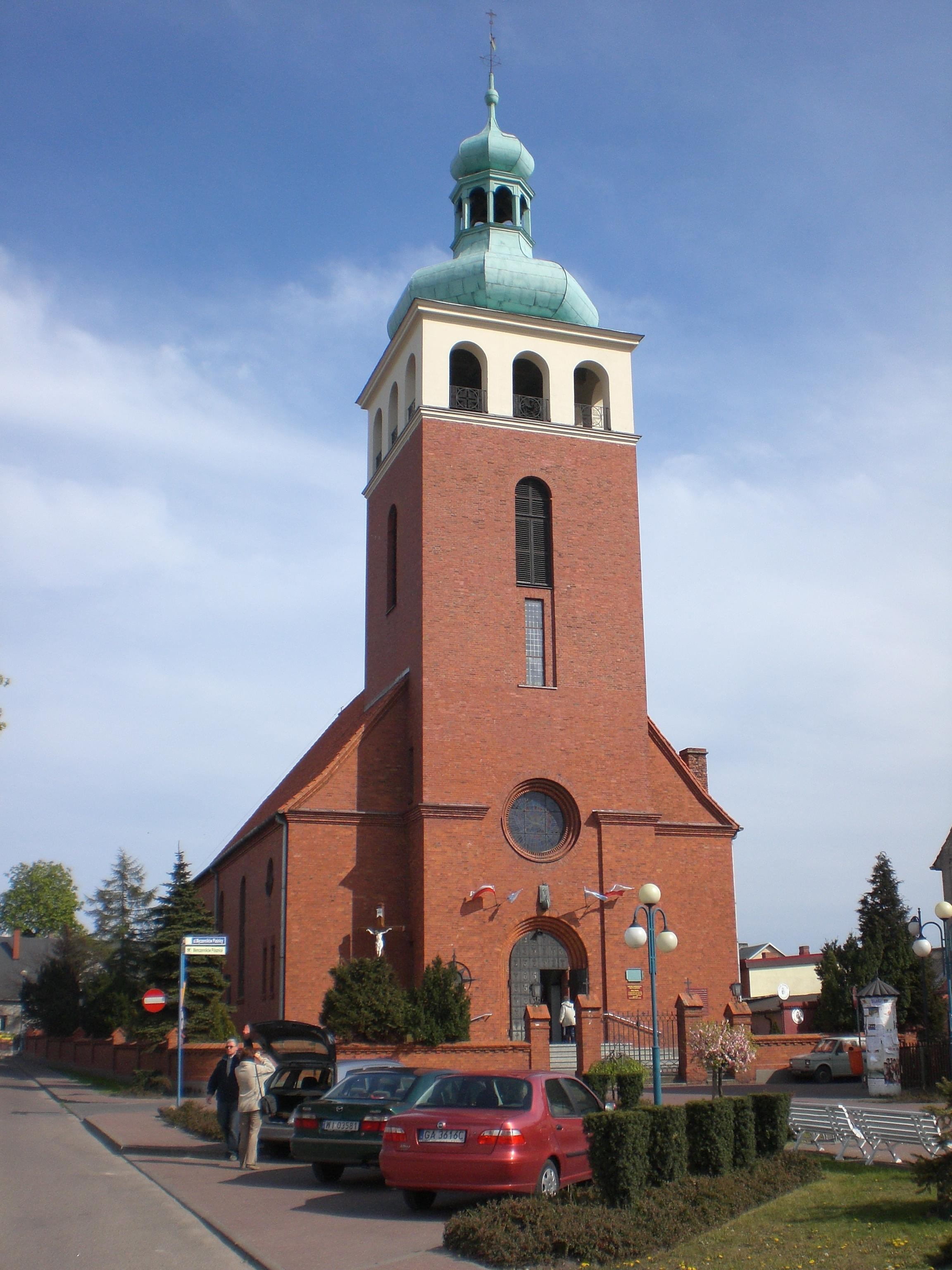
Igreja da Visitação da Bem-Aventurada Virgem Maria
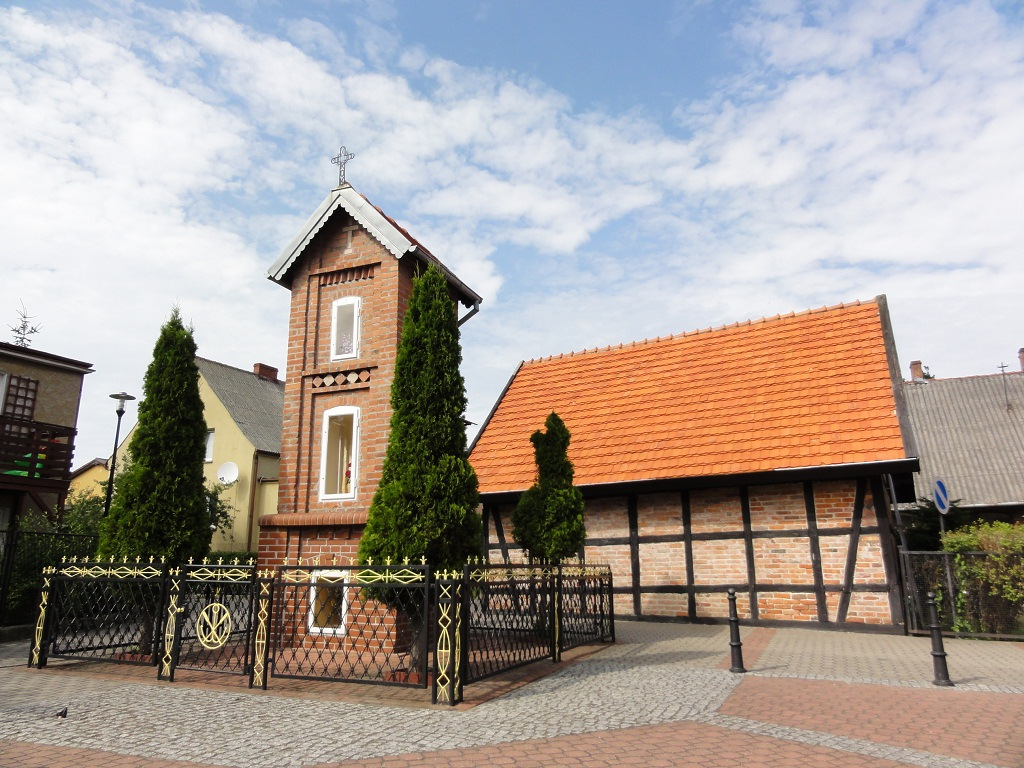
Capela de Santa Rosália
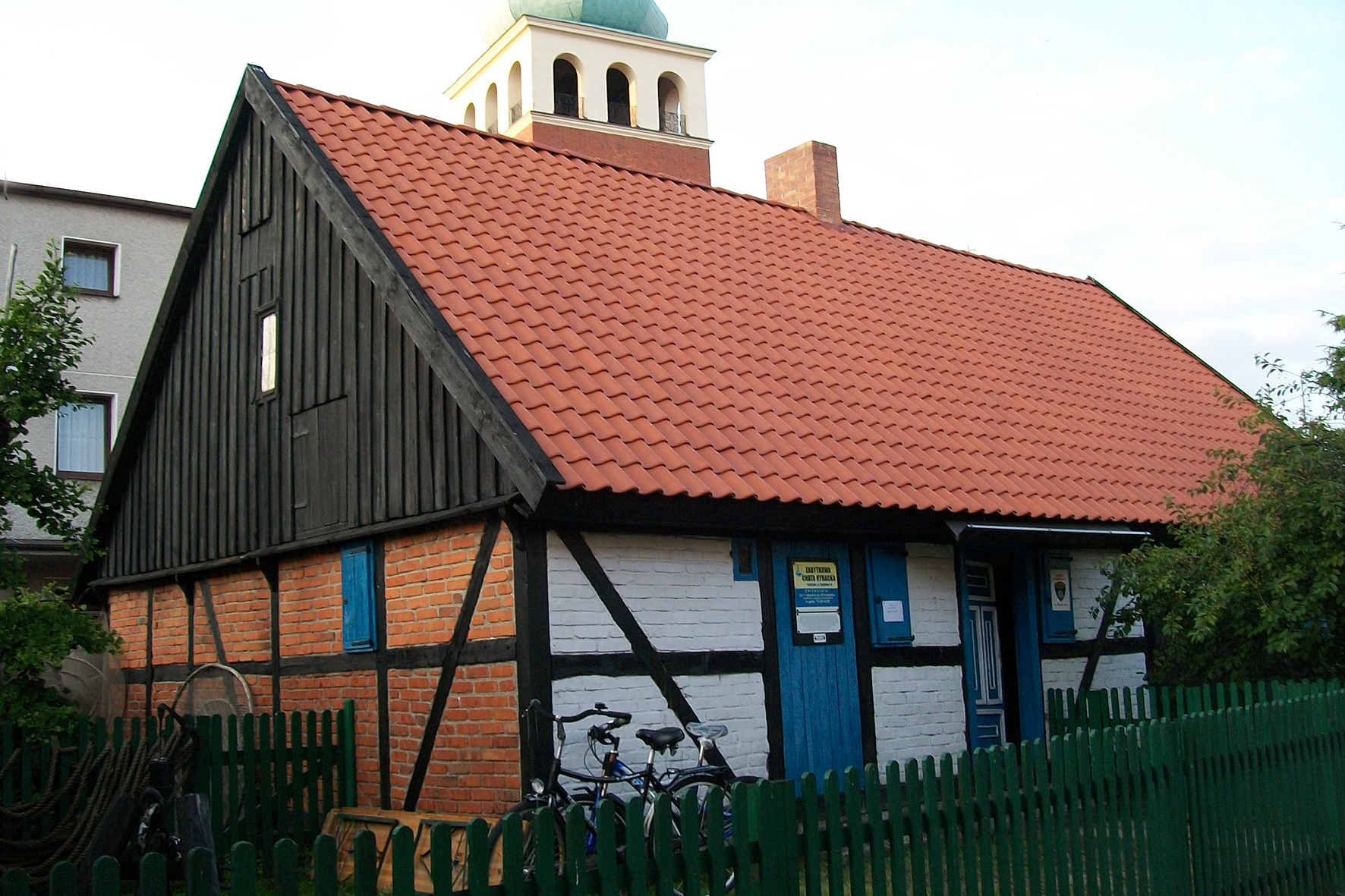
Chalé de pescadores de 1881 na rua Rynkowa, 10 (atualmente o Museu dos Pescadores sob o Telhado de Palha)
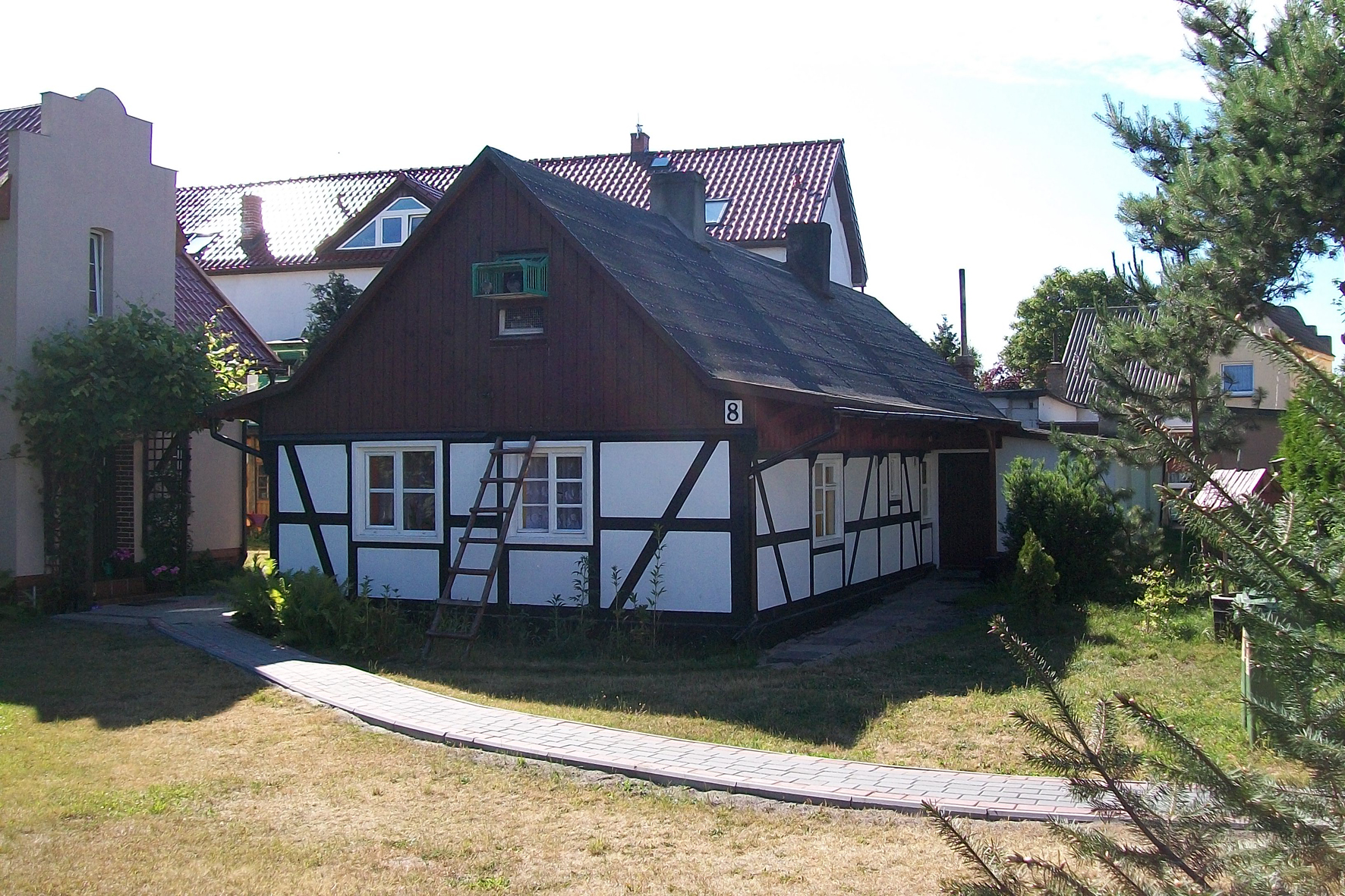
Casa do pescador na rua Szkolna, 8
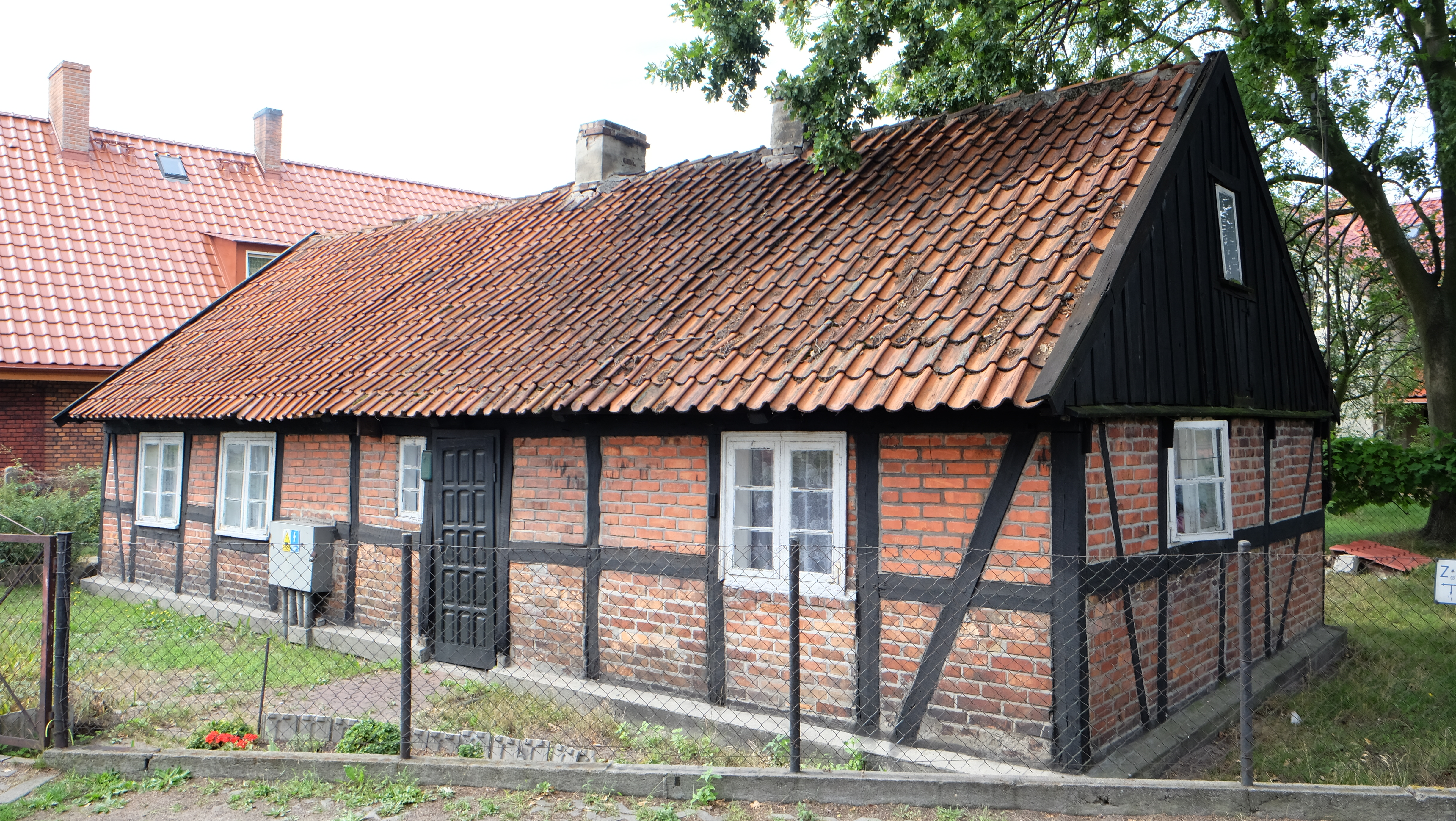
Casa do pescador na rua Szkolna, 10
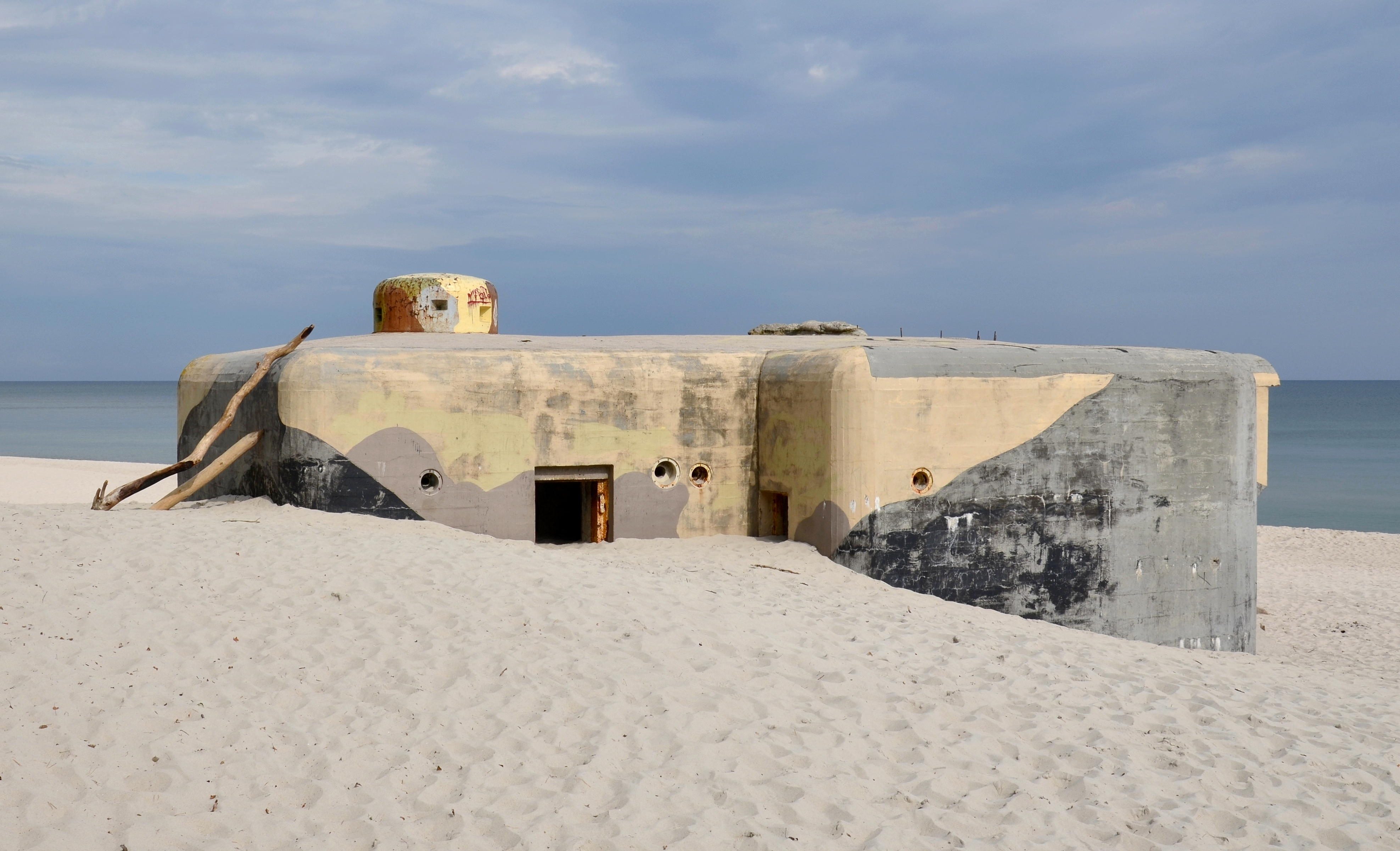
Búnquer Sęp
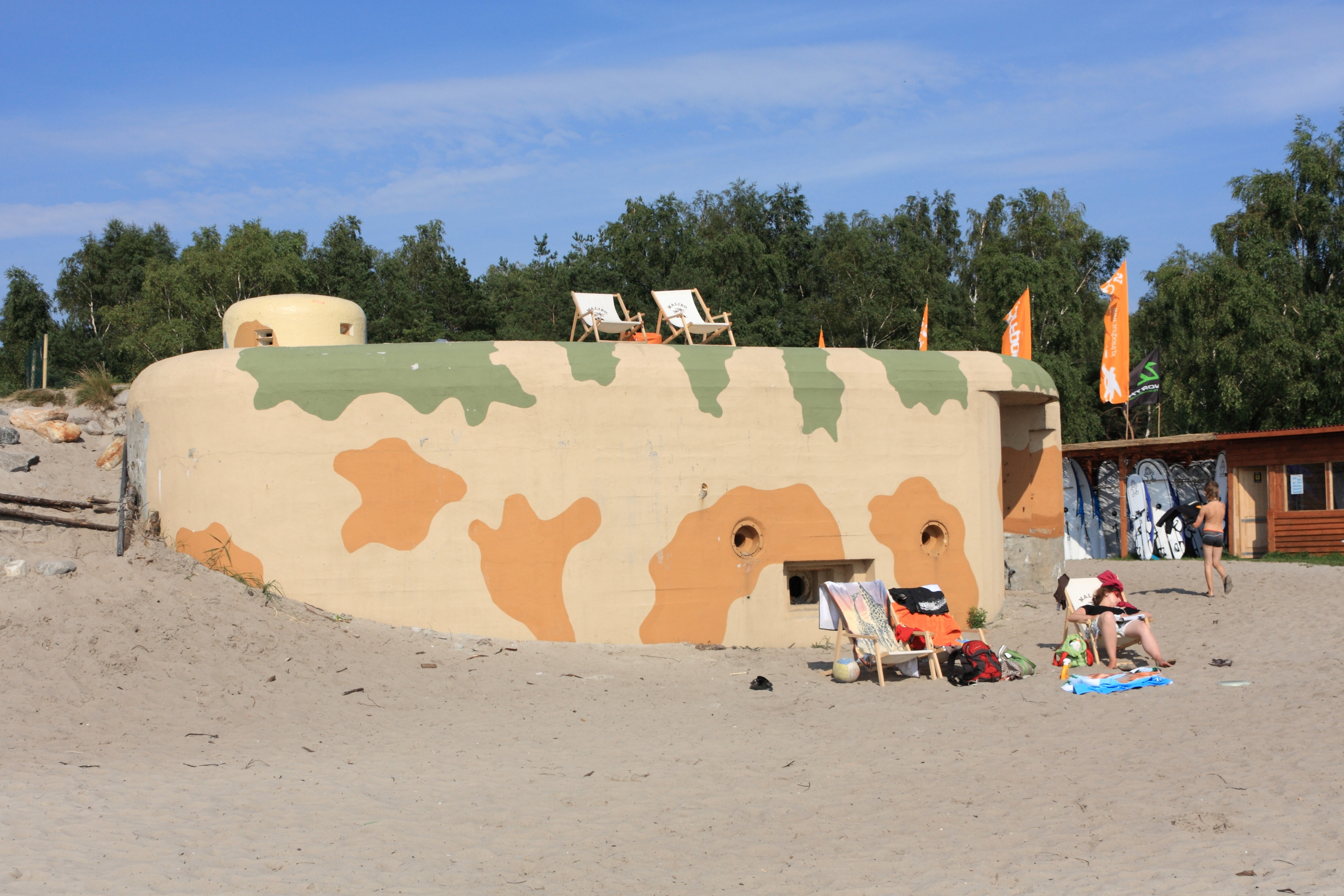
Búnquer Sokół
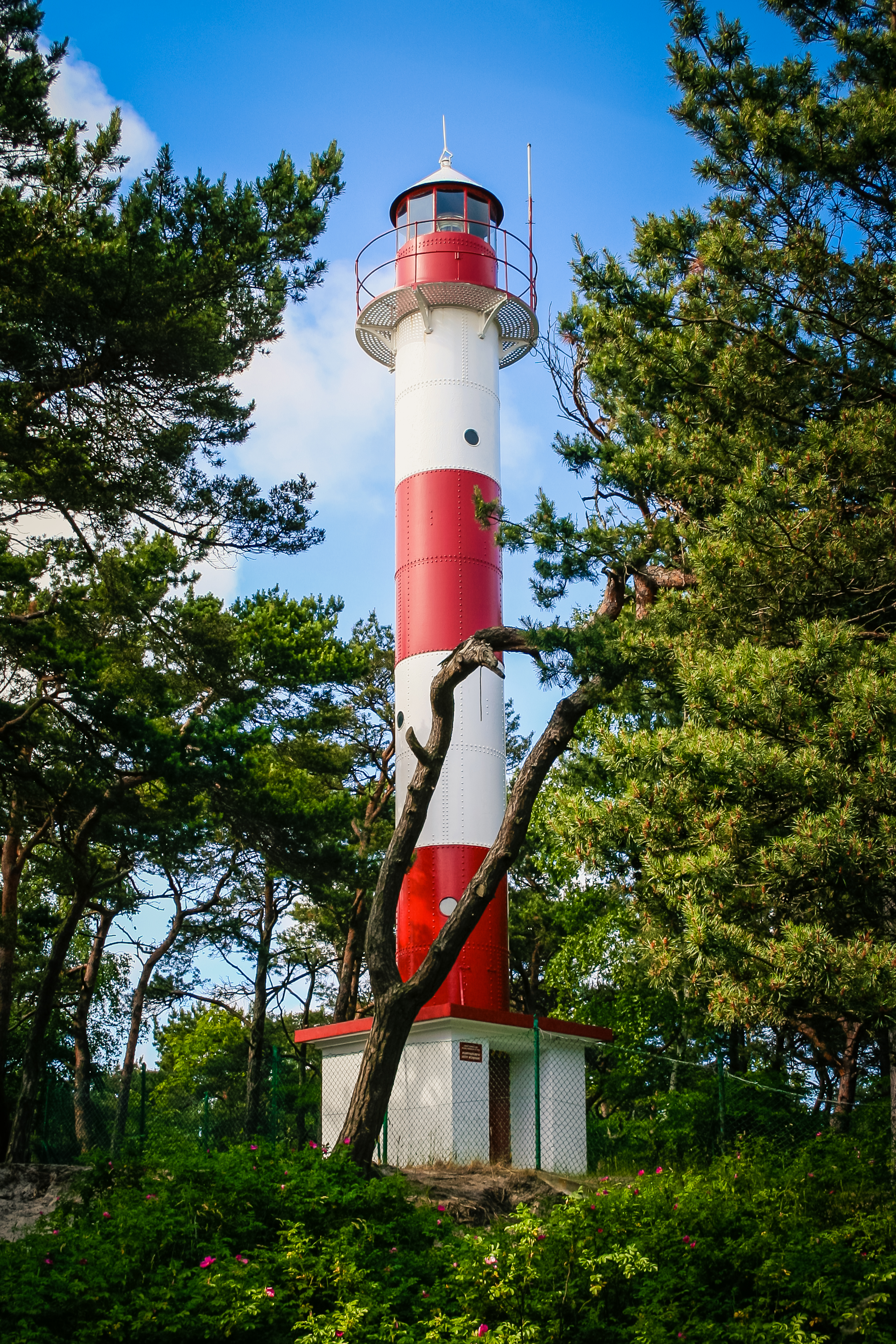
Farol
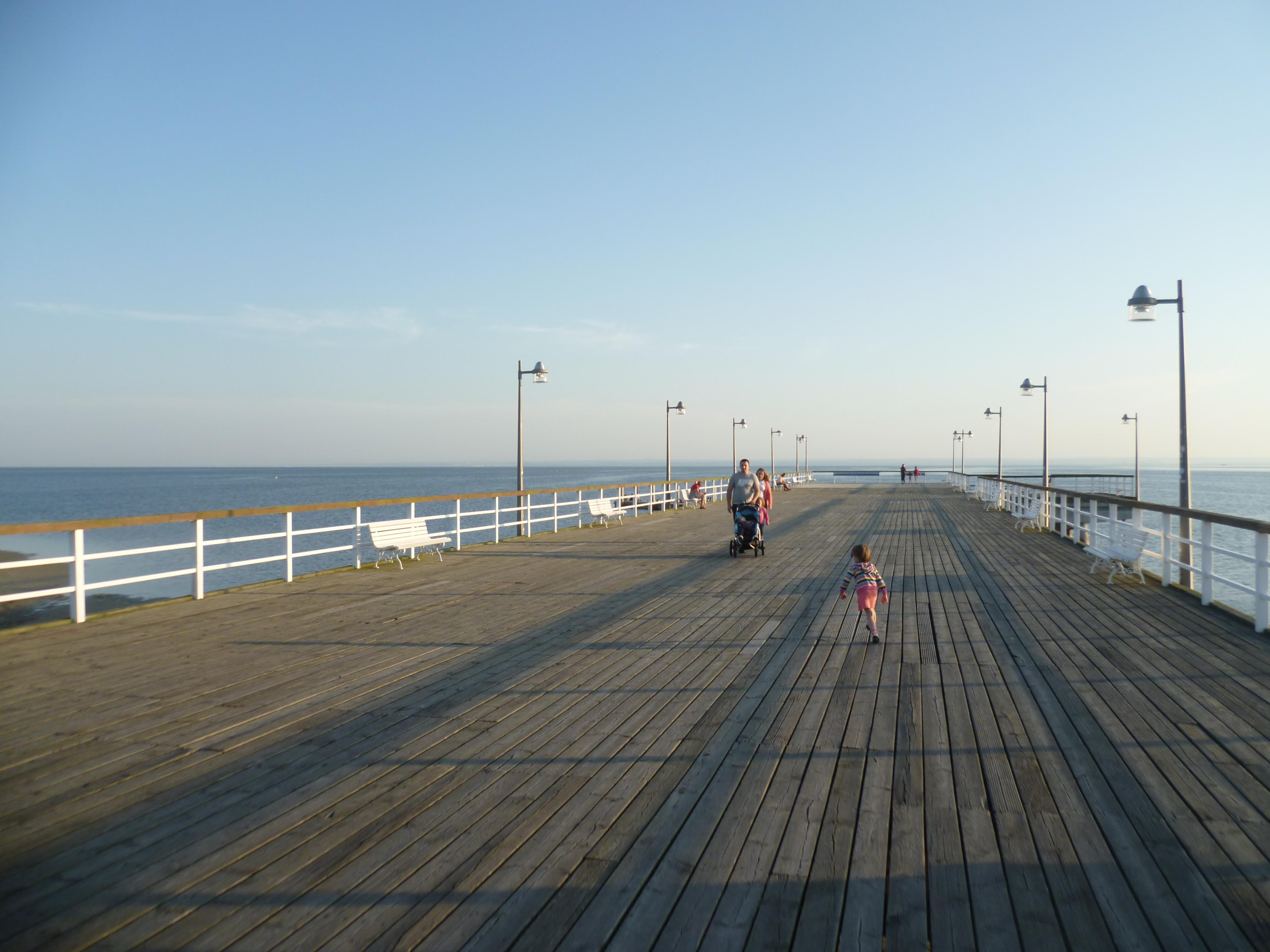
Píer
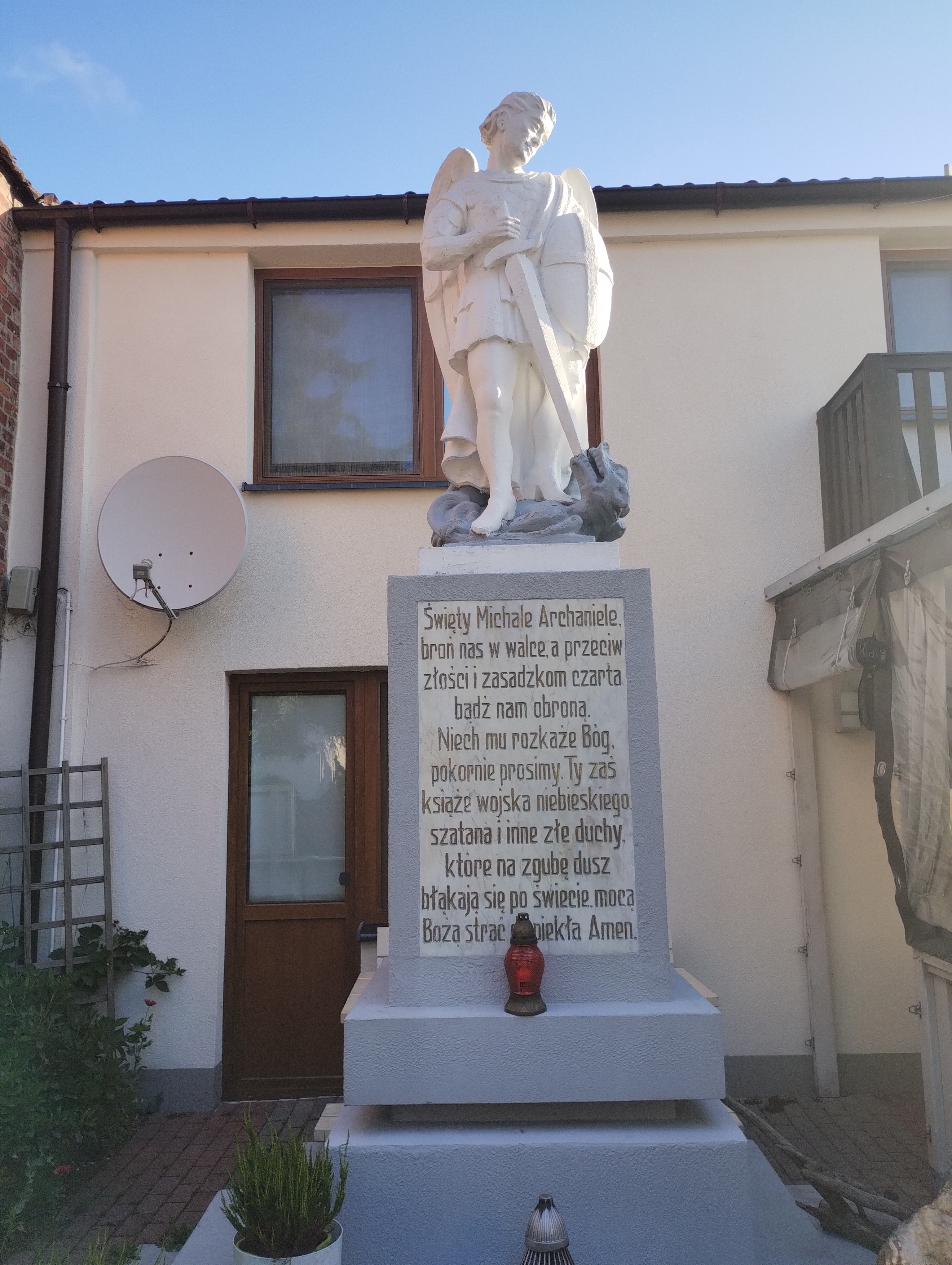
Imagem do Arcanjo Miguel
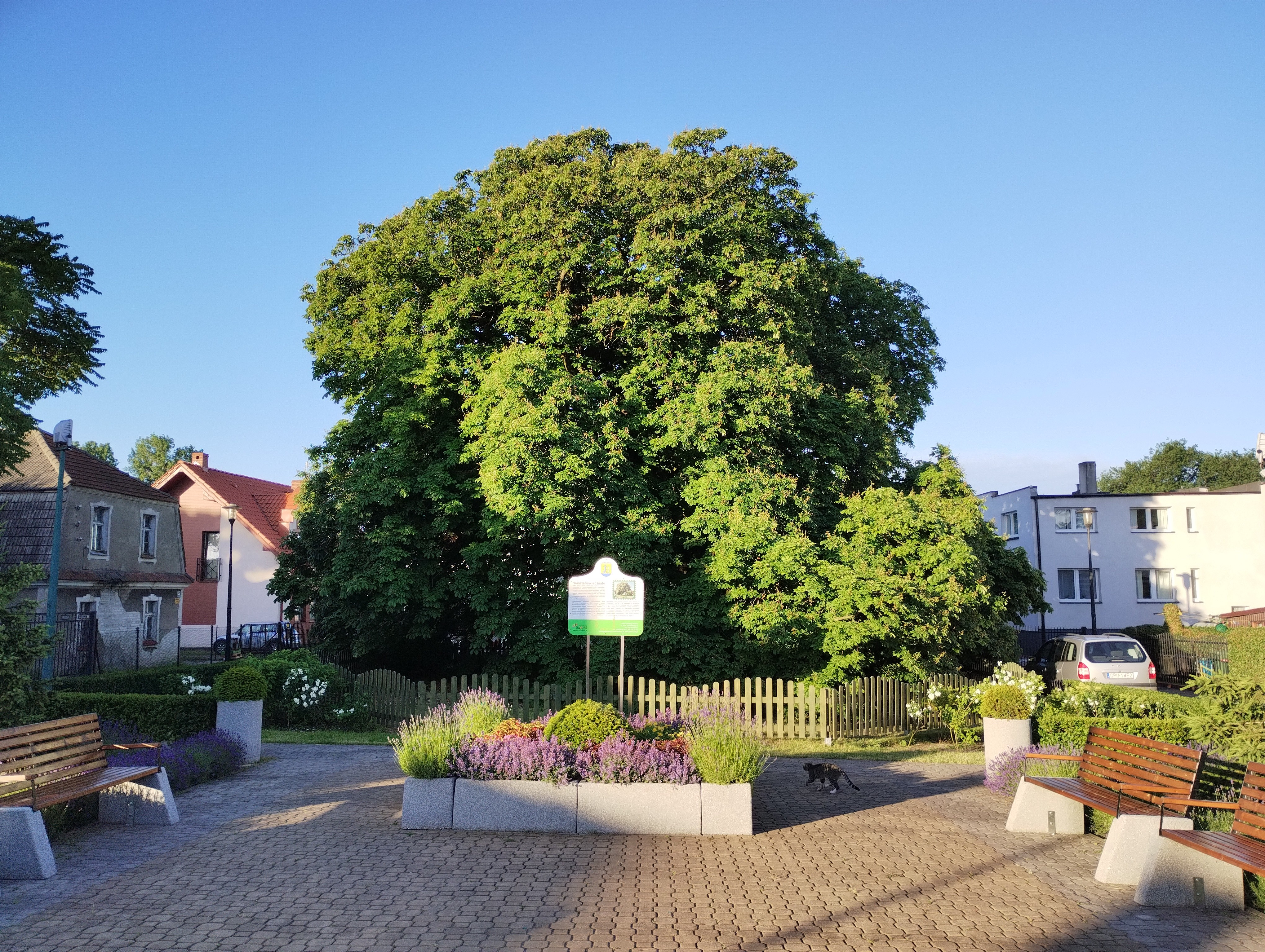
Castanheira-branca

## Administração e governo autônomo
O município tem a classificação de comuna urbano-rural. O órgão legislativo é o Conselho Municipal de Jastarnia, composto por 15 conselheiros. O órgão executivo é o prefeito de Jastarnia.
Os habitantes de Jastarnia elegem deputados para o Sejm pelo círculo eleitoral n.º 26, um senador pelo círculo eleitoral n.º 64 e deputados para o Parlamento Europeu pelo círculo eleitoral n.º 1. Os habitantes do município, juntamente com os habitantes das comunas de Władysławowo e Hel, elegem conjuntamente 6 conselheiros para o Conselho Distrital de Puck (composto por 19 conselheiros).

## Divisão administrativa
Cidade
- Jastarnia

Conjuntos habitacionais
- Jurata
- Kuźnica

Na área de Kuźnica, há um conjunto habitacional chamado Sibéria.

## Atrações turísticas
- Caminho didático da natureza “Torfowe Kłyle (Kùle)”
- Monumento natural — Castanheiro-da-índia
- Local de pouso
- Hotel spa quatro estrelas “Dom Zdrojowy”
- Cruz no local da antiga fronteira entre a Polônia e a Rússia, rua Sychty, 112
- Cruz à beira da estrada, rua Mickiewicza, 2
- Cruz à beira da estrada, rua Mickiewicza, atrás dos apartamentos “Poseidon”
- Cruz à beira da estrada, rua Sychty, 60
- Estátua papal de São Pedro, rua Baltic
- Mastro de bandeira polonesa como parte do projeto “Sob o vermelho e branco”, rua Baltic
- Placa comemorativa de Alojzy Konkel, rua Krótka (edifício do restaurante Gryfon)
- Placa em homenagem às vítimas da catástrofe de Smolensk, rua Baltic, 25
- Placa comemorativa de Jerzy Bandrowski, rua Baltic, 28
- Placa em homenagem a Marian Sellin, rua Ogrodowa, 50
- Placa comemorativa dedicada à banda "Daktyl", rua Sychty, 49
- Bloco de pedra em memória dos mortos no mar, rua Baltic, 25[42]
- Prédio da Prefeitura, rua Portowa 24
- Barco de pesca, rua Baltic, 19

### Infraestrutura turística
Há 6 locais de banho de mar no verão organizados na cidade:
- Zona balnear de Kuźnica “Kościół” — com entrada na praia n.º 33 da rua Helska, cobrindo 100 m da linha costeira;
- Zona balnear de Jurata “Międzymorze” — com entrada para a praia n.º 60 pela rua Międzymorze, cobrindo 100 m da linha costeira;
- Zona balnear de Jastarnia “Ogrodowa” — com entrada para a praia n.º 44 pela rua Ogrodowa, cobrindo 100 m da linha costeira;
- Zona balnear de Jastarnia “Leśna” — com uma entrada para a praia n.º 52 a partir da rua Leśna, cobrindo 100 m da linha costeira;
- Zona balnear de Jastarnia “Nadmorska-Plażowa” — com entrada para a praia n.º 47–48 pelas ruas Nadmorska e Plażowa, cobrindo 100 m da linha costeira;
- Zona balnear de Jastarnia “Zdrojowa” — com entrada para a praia n.º 49 da rua Sychty e n.º 50 da rua Zdrojowa, cobrindo 200 m da linha costeira.

Em 2013, a temporada de banho foi definida para o período de 1 de julho a 31 de agosto.

## Transporte aquaviário
Na parte central de Jastarnia, há o porto marítimo de Jastarnia na Baía de Puck e três marinas para pescadores:
- “Jastarnia I” — uma faixa de praia no mar Báltico perto da rua Zdrojowa
- “Jastarnia II” — uma faixa de praia na Baía de Puck, perto da rua A. Mickiewicza e do museu de pesca
- “Jastarnia III” — uma faixa de praia na Baía de Puck perto da rua Polna e da rua Abrahama

## Dinheiro local
Desde 2006, a campanha “Dinheiro local” é realizada no município de Jastarnia durante o verão. Seu objetivo é promover o município. Durante a ação, os turistas podem comprar um cupom de “3 merki”. Ele equivale a 3 złotys poloneses. As merkas podem ser trocadas em locais específicos por produtos ou serviços do município. A ação é organizada pelo município de Jastarnia, por meio do Centro Municipal de Cultura, Esportes e Recreação de Jastarnia. A produtora dos cupons é a Mennica Polska S.A.
As moedas emitidas até o momento incluem:
- Ano 2006 — 75 anos de Jurata
- Ano 2007 — Kuźnica
- Ano 2008 — 35.º aniversário da concessão de direitos municipais a Jastarnia
- Ano 2009 — Jubileu dos esportes
- Ano 2011 — 80 anos de Jurata

## Esporte
O clube de natação Delfin Moksir Jastarnia, a seção de energia do Moksir Jastarnia e o voleibol UKS são ativos na cidade.

## Jastarnia na cultura
Jastarnia ficou famosa em uma canção interpretada por Rudi Schuberth intitulada. “Todo ano em Jastarnia”. Jastarnia também é o principal local de ação no romance Tam, gdzie się Wisła kończy, de Artur Gruszecki.